# Beatrix Neapolská
Beatrix Neapolská či Beatrice Aragonská, španělsky: Beatriz de Aragón y Chiaromonte, (16. listopadu 1457, Capua – 23. září 1508, Neapol) byla manželkou králů Matyáše Korvína a Vladislava Jagellonského a královnou uherskou, chorvatskou a českou.

## Život

### Původ
Beatrix se narodila jako neapolská princezna Isabele z Chiaromonte a jejímu manželovi, králi Ferdinandovi I. z vládnoucí dynastie Trastámarů. Otec Beatrix byl nemanželského původu. Byl proslulý krutostí ke svým poddaným, byl lstivý, despotický a neuznával etické principy. Jeho neapolský dvůr byl však centrem umění a vědy. Na výchovu Beatrix měl otec velký vliv, neboť jí rozmazloval a plnil každé její přání. Dostalo se jí jako královské dceři skvělého vychování a vynikajícího vzdělání. To nebylo v tehdejší době obvyklé.
Z Beatrix vyrostla dívka vzdělaná v humanitních vědách a umění, ale byla panovačná, pyšná a stejně jako její otec neuznávala etická pravidla. Věnovala se umění, lovu a dalším tehdy obvyklým kratochvílím urozených lidí. Milovala šperky, oděvy podle poslední módy a byla velmi rozmařilá.
Beatrix měla čtyři starší a jednoho mladšího sourozence. Matka jí zemřela v roce 1465. Otec se znovu oženil až v roce 1476, s téměř o třicet let mladší sestřenicí Johanou Aragonskou, která mu porodila dvě děti: Johanu (1478–1518) a Karla (1480–1480). Sourozenci Beatrix: Alfons (1448–1495), Eleonora (1450–1493), Fridrich (1452–1504), Jan (1456–1485) a František (1461–1486).

### Manželka Matyáše Korvína
Beatrix nemohla pomýšlet na královskou svatbu, neboť neurozený původ jejího otce jí v tom zabraňoval. Její otec se přesto snažil nalézt jí ženicha na úrovni. Nakonec ho našel v uherském králi Matyáši Korvínovi. Ten také neměl urozený původ, a navíc nebyl ani příliš bohatý. Jeho první manželka Kateřina z Poděbrad zemřela po porodu mrtvého a Matyášova jediného legitimního dítěte v roce 1464. Po smrti své první ženy se Matyáš snažil najít ženu v okruhu středoevropských panovnických dvorů, ale tato snaha nebyla úspěšná. Pro Beatrix a Matyáše byl tak jejich sňatek výhodný.

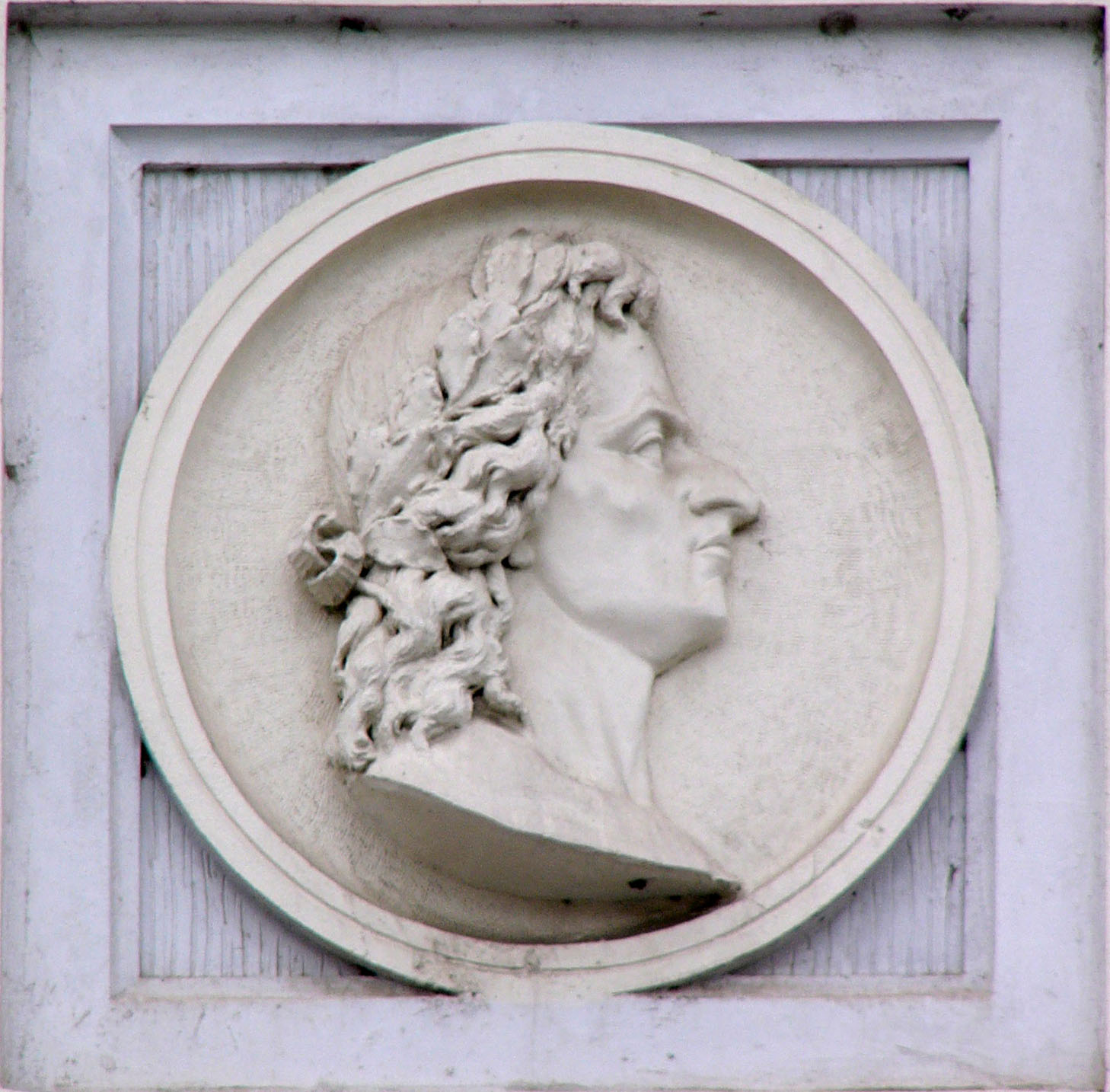
Matyáš Korvín

Beatrix se provdala za ovdovělého uherského a českého krále Matyáše 22. prosince 1476 v Budě. Byla korunována uherskou královnou a jako česká královna se poprvé představila v Olomouci v létě 1479. Matyáš byl velkým obdivovatelem a mecenášem umění i vzdělání a nyní měl po svém boku vzdělanou a renesančně smýšlející manželku. Pod jejím vlivem nechal např. přebudovat knihovnu (Bibliotheca Corviniana) v Budíně, přestavět středověký hrad ve Visegrádu či založit Academii Corviny. Navíc se jejím příchodem upevnila kulturní pouta budínského dvora s renesanční Itálií.
Jejich zpočátku harmonický vztah se časem začal narušovat tím, že Beatrix nemohla otěhotnět a nakonec se ukázalo, že je neplodná. Také její vztah k uherským šlechticům, který byl velmi povýšený, se stával stále větším problémem. Beatrix se nesnášela i se svou tchyní.
Jediného přeživšího, ale nelegitimního, potomka Jana Hunyadiho porodila Matyášovi Barbara Edelpöcková ze Steinu nad Dunajem. Ke konci života, když se jasně ukázalo, že z jeho druhého manželství dítě nevzejde, pokoušel se pro svého syna Jana mezinárodně potvrdit legitimitu, což se mu ovšem nepovedlo. Beatrix nenáviděla Matyášova nemanželského syna a intrikovala proti němu. Její odpor k němu ještě vzrostl, když jej Matyáš v roce 1485 na přání své matky jmenoval svým nástupcem.

### Manželka Vladislava Jagellonského
Za života Matyáše Korvína se Beatrix stala důležitou figurou ovlivňující vnitropolitickou situaci státu. Po Matyášově smrti v roce 1490 se Beatrix snažila udržet si své postavení, k čemuž jí dopomohla uherská šlechta. Poté, co uherský sněm schválil českého panovníka Vladislava II. Jagellonského jako nástupce Matyáše Korvína, snažila se stát se jeho ženou. Vladislav po delším váhání nakonec souhlasil.

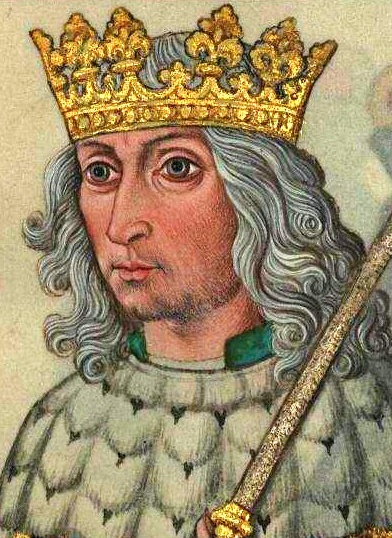
Vladislav II. Jagellonský

Dne 4. října 1490 se provdala třiatřicetiletá Beatrix za o rok staršího nového uherského krále Vladislava II. Jagellonského v Ostřihomi. Toto manželství bylo v podstatě neplatné, protože Vladislav se v roce 1476 v Ansbachu oženil (per procurationem) s hlohovskou kněžnou Barborou Braniborskou, a i když k naplnění tohoto manželství nikdy nedošlo, odmítl jej papež anulovat. Barbora v době Vladislavova sňatku s Beatrix ještě žila.
Manželství Beatrix a Vladislava nelze považovat za šťastné, neboť manželé spolu nežili. Ihned po svatbě opustil Vladislav Ostřihom a vrátil se až za rok. Hlavním důvodem byla jeho snaha učinit manželství neplatným. Beatrix s tím nesouhlasila a tvrdila, že jejich svazek je plnohodnotný a platný. Vladislavovi se podařilo přesvědčit papeže Alexandra VI. Borgia až po dlouhých deseti letech v roce 1500, aby zrušil obě jeho manželství. V dubnu roku 1500 tak opustila Beatrix Uhry a vrátila se do Neapole. Obě její manželství zůstala bezdětná.
Vladislav II. Jagellonský po zrušení svých dvou manželství začal usilovat o další. V důsledku sbližování Jagellonců s francouzským královským dvorem v roce 1500 se začalo uvažovat o vzájemných sňatcích. Uskutečnil se pouze jeden. 23. března 1502 podepsali Vladislavovi zplnomocněnci svatební smlouvu s Annou z Foix a Candale, dcerou Gastona, hraběte z Candale, a Kateřiny z Foix. Právě až třetí manželka dala Vladislavovi dvě děti: Ludvíka a Annu.

## Úmrtí Beatrix
Po návratu do Neapole žila Beatrix ještě osm let. Marně se po zbytek života dožadovala navrácení věna a výloh, které vynaložila ve prospěch manželství. Říkalo se, že jí Vladislav připravil o veškeré jmění, nebyla to však pravda, neboť Beatrix až do své smrti žila v přepychu a bohatství. Byla i mecenáškou mnoha renesančních umělců. Zemřela v roce 1508 a byla pohřbena v neapolské katedrále jako královna. Osud jí nedopřál děti, ale byla to druhá královna po Elišce Rejčce, která se mohla pyšnit manželstvím se dvěma českými králi.